# Lenno
Lenno är en ort och frazione i kommunen Tremezzina i provinsen Como i regionen Lombardiet i Italien. 
Lenno upphörde som kommun den 4 februari 2014 och bildade med de tidigare kommunerna Mezzegra, Ossuccio och Tremezzo den nya kommunen Tremezzina. Den tidigare kommunen hade 1 846 invånare (2013).